# Dienstgrade der Polizei in Kanada
Die Dienstgrade der Polizei in Kanada unterscheiden sich nach den verschiedenen Polizeibehörden und hängen von unterschiedlichen Rechtsvorschriften auf Bundes-, Provinz- und Gemeindeebene ab.

## Royal Canadian Mounted Police
| ROYAL CANADIAN MOUNTED POLICE/GENDARMERIE ROYALE DU CANADA | ROYAL CANADIAN MOUNTED POLICE/GENDARMERIE ROYALE DU CANADA | ROYAL CANADIAN MOUNTED POLICE/GENDARMERIE ROYALE DU CANADA | ROYAL CANADIAN MOUNTED POLICE/GENDARMERIE ROYALE DU CANADA | ROYAL CANADIAN MOUNTED POLICE/GENDARMERIE ROYALE DU CANADA | ROYAL CANADIAN MOUNTED POLICE/GENDARMERIE ROYALE DU CANADA |
| Commissioner                                               | Deputy Commissioner                                        | Assistant Commissioner                                     | Chief Superintendent                                       | Superintendent                                             | Inspector                                                  |
| Commissaire                                                | Sous-commissaire                                           | Commissaire adjoint                                        | Surintendant principal                                     | Surintendant                                               | Inspecteur                                                 |
| ---------------------------------------------------------- | ---------------------------------------------------------- | ---------------------------------------------------------- | ---------------------------------------------------------- | ---------------------------------------------------------- | ---------------------------------------------------------- |
|                                                            |                                                            |                                                            |                                                            |                                                            |                                                            |
| Präsident                                                  | Vizepräsident                                              | Leitender Polizeidirektor                                  | Polizeidirektor                                            | Polizeirat Polizeioberrat                                  | Erster Polizeihauptkommissar                               |

| Corps Sergeant Major   | Sergeant Major | Staff Sergeant Major       | Staff Sergeant            | Sergeant                  | Corporal                              | Constable                                             |
| Sergent-major du corps | Sergent-major  | Sergent-major d'état major | Sergent d'état-major      | Sergent                   | Caporal                               | Gendarme                                              |
| ---------------------- | -------------- | -------------------------- | ------------------------- | ------------------------- | ------------------------------------- | ----------------------------------------------------- |
|                        |                |                            |                           |                           |                                       | keine                                                 |
| keine Pendant          | keine Pendant  | keine Pendant              | Polizeihauptkommissar A12 | Polizeihauptkommissar A11 | Polizeioberkommissar Polizeikommissar | Polizeihauptmeister Polizeiobermeister Polizeimeister |

## Übrige
| ONTARIO PROVINCIAL POLICE                   | ONTARIO PROVINCIAL POLICE | ONTARIO PROVINCIAL POLICE | ONTARIO PROVINCIAL POLICE | ONTARIO PROVINCIAL POLICE | ONTARIO PROVINCIAL POLICE | ONTARIO PROVINCIAL POLICE    | ONTARIO PROVINCIAL POLICE | ONTARIO PROVINCIAL POLICE | ONTARIO PROVINCIAL POLICE | ONTARIO PROVINCIAL POLICE | ONTARIO PROVINCIAL POLICE | ONTARIO PROVINCIAL POLICE |           |
| Commissioner                                | Deputy Commissioner       | Chief Superintendent      | Superintendent            |                           | Inspector                 | Sergeant Major               | Staff Sergeant            | Sergeant                  | Sergeant                  | Constable                 | Constable                 | Constable                 |           |
| ------------------------------------------- | ------------------------- | ------------------------- | ------------------------- | ------------------------- | ------------------------- | ---------------------------- | ------------------------- | ------------------------- | ------------------------- | ------------------------- | ------------------------- | ------------------------- | --------- |
|                                             |                           |                           |                           |                           |                           |                              |                           |                           |                           | keine                     |                           |                           |           |
| TORONTO POLICE SERVICE YORK REGIONAL POLICE |                           |                           |                           |                           |                           |                              |                           |                           |                           |                           |                           |                           |           |
| Chief of Police                             | Deputy Chief of Police    | Staff Superintendent      | Superintendent            | Staff Inspector           | Inspector                 |                              | Staff Sergeant            | Sergeant                  | Sergeant                  | Constable                 | Constable                 | Constable                 |           |
|                                             |                           |                           |                           |                           |                           |                              |                           |                           |                           |                           |                           |                           |           |
| PEEL REGIONAL POLICE                        |                           |                           |                           |                           |                           |                              |                           |                           |                           |                           |                           |                           |           |
| Chief of Police                             | Deputy Chief of Police    | Staff Superintendent      | Superintendent            |                           | Inspector                 |                              | Staff Sergeant            | Sergeant                  | Sergeant                  | Senior Constable          | Senior Constable          | Constable                 |           |
|                                             |                           |                           |                           |                           |                           |                              |                           |                           |                           |                           |                           |                           |           |
| ROYAL NEWFOUNDLAND CONSTABULARY             |                           |                           |                           |                           |                           |                              |                           |                           |                           |                           |                           |                           |           |
| Chief of Police                             | Deputy Chief of Police    |                           | Superintendent            |                           | Inspector                 |                              | Staff Sergeant            | Sergeant                  | Sergeant                  | Constable                 | Constable                 | Constable                 |           |
|                                             |                           |                           |                           |                           |                           |                              |                           |                           |                           |                           |                           |                           |           |
| CALGARY POLICE SERVICE                      |                           |                           |                           |                           |                           |                              |                           |                           |                           |                           |                           |                           |           |
| Chief                                       | Deputy Chief              |                           | Superintendent            |                           | Inspector                 | Regimental Sergeant Major    | Staff Sergeant            | Sergeant                  | Sergeant                  | Senior Constable Level 2  | Senior Constable Level 1  | Constable                 | Constable |
| c                                           |                           |                           |                           |                           |                           |                              |                           |                           |                           |                           |                           | keine                     |           |
| EDMONTON POLICE SERVICE                     |                           |                           |                           |                           |                           |                              |                           |                           |                           |                           |                           |                           |           |
| Chief of Police                             | Deputy Chief              |                           | Superintendent            |                           | Inspector                 | Corps Sergeant Major         | Staff Sergeant            | Sergeant                  | Sergeant                  | Senior Constable          | Senior Constable          | Constable                 |           |
|                                             |                           |                           |                           |                           |                           |                              |                           |                           |                           |                           |                           | keine                     |           |
| VANCOUVER POLICE DEPARTMENT                 |                           |                           |                           |                           |                           |                              |                           |                           |                           |                           |                           |                           |           |
| Chief Constable                             | Deputy Chief Constable    |                           | Superintendent            |                           | Inspector                 |                              | Staff Sergeant            | Sergeant                  | Sergeant                  | Constable                 | Constable                 | Constable                 |           |
|                                             |                           |                           |                           |                           |                           |                              |                           |                           |                           | keine                     |                           |                           |           |
| WINNIPEG POLICE SERVICE                     |                           |                           |                           |                           |                           |                              |                           |                           |                           |                           |                           |                           |           |
| Chief of Police                             | Deputy Chief of Police    |                           | Superintendent            |                           | Inspector                 |                              | Staff Sergeant            | Sergeant                  | Patrol Sergeant           | Senior Constable          | Senior Constable          | Constable                 |           |
|                                             |                           |                           |                           |                           |                           |                              |                           |                           |                           |                           |                           | enter                     |           |
| DEUTSCHES PENDANT                           |                           |                           |                           |                           |                           |                              |                           |                           |                           |                           |                           |                           |           |
| Polizeipräsident                            | Vize polizeipräsident     | Leitender Polizeidirektor | Polizeidirektor           | Polizeioberrat            | Polizeirat                | Erster Polizeihauptkommissar | Polizeihauptkommissar     | Polizeioberkommissar      | Polizeikommissar          | Polizeihauptmeister       | Polizeiobermeister        | Polizeimeister            |           |